# 阿爾派恩 (德克薩斯州)
阿爾派恩（英語：Alpine）是一個位於美國德克薩斯州布魯斯德縣的城市。根據2010年美國人口普查，該地共人口5905人，而該地的面積約為12.10平方千米。同時該地也是布魯斯德縣的縣治。

## 地理
阿爾派恩的座標為30°21′39″N 103°39′56″W / 30.36083°N 103.66556°W，而該地的平均海拔高度為1364米（即4475英尺）。